# Pinya de rosa (llibre)
|  | No s'ha de confondre amb el nus mariner pinya de rosa. |

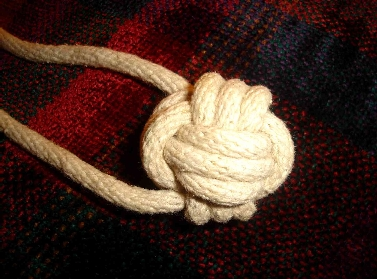
Nus pinya de rosa.

Pinya de rosa és un llibre de Joaquim Ruyra publicat el 1920. El títol que porta aquest recull de narracions relacionades amb el mar fa referència al nom d'un nus mariner. Es considera que forma part de les obres de la trilogia que completen La parada de 1919 i Entre flames de 1928.
Inclou les narracions adaptades a la gramàtica fabriana de Marines i boscatges, que ja havia estat publicada el 1903, juntament amb L'idil·li d'en Temme, que fou escrita entre el novembre del 1919 i el maig del 1920. En concret, l'obra s'estructura en quatre llibres: Impressions, Fantasies, Novel·letes i Novel·letes capitulades. A Novel·letes s'inclou En Garet a l'enramada, La Fineta i Jacobé, la primera costumista i les altres dues fortament modernistes. A les novel·letes capitulades s'inclou El rem de trenta-quatre i L'idil·li d'en Temme.

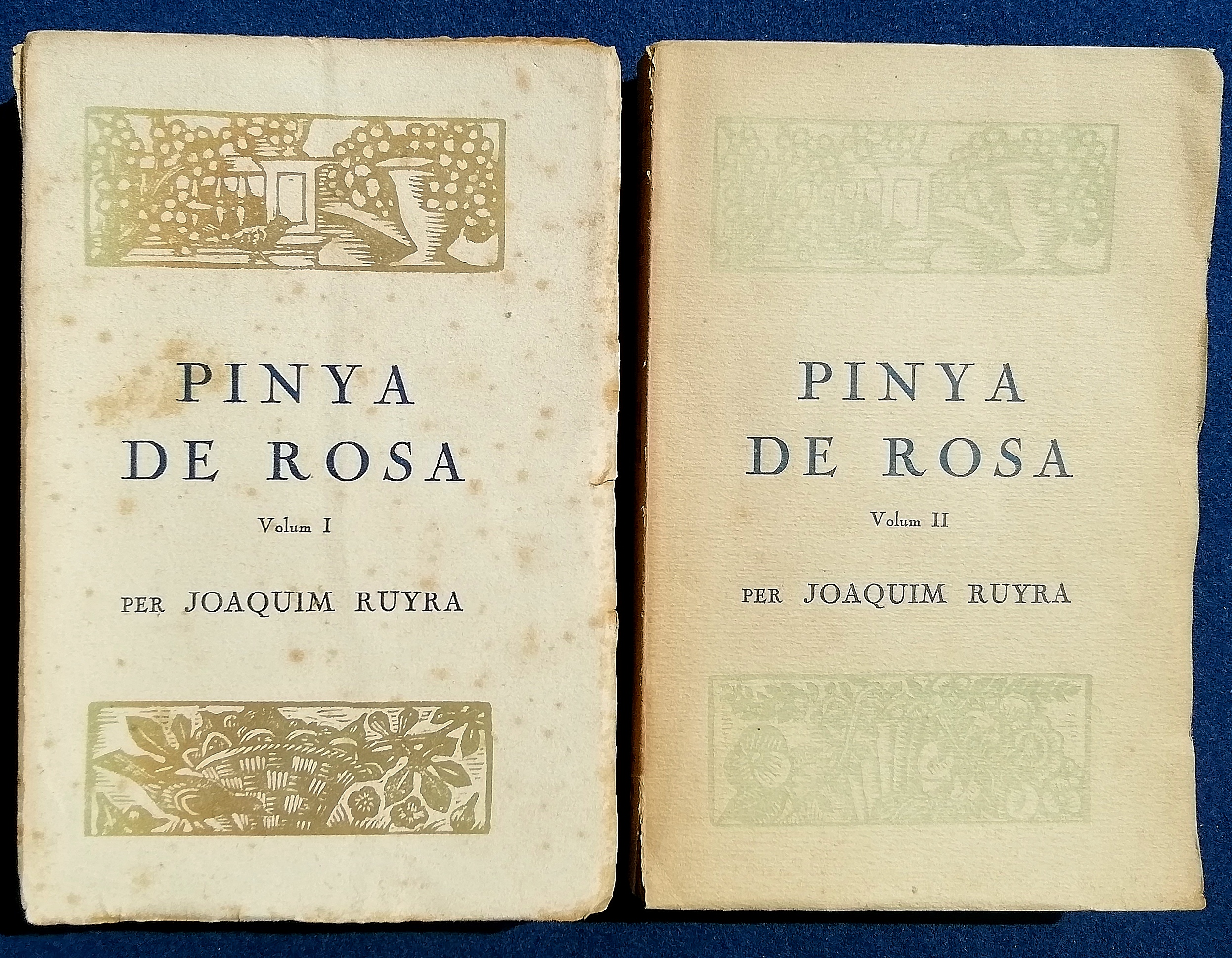
Pinya de rosa de Joaquim Ruyra, primera edició de l'any 1920, en dos volums, publicada a Barcelona dins la col·lecció Biblioteca Catalana d'Editorial Catalana

El llibre apareix després de la publicació de La parada i del retorn d'un viatge a Mallorca que li inspira la descripció d'un mar blau, serè i encalmat. L'obra tingué una bona acollida i aconseguí tornar a centrar l'escriptor al centre de l'atenció literària actualitzant una obra que havia escrit dues dècades abans. L'autor considerava que L'idil·li d'en Temme era "la primera aparició de la prosa catalana definitiva, cobricelada sota l'iris que formen amb llur encaixada cordial, braços alts i mans estretes, l'Emoció i la Gramàtica". Considera que fins aquest moment l'artista havia guanyat al gramàtic i ara "el gramàtic pren la revenja i sotmet l'artista". Anys després Gaziel i Carles Riba el consideraran l'únic narrador al costat de Josep Carner.